# Gebärmutter

Schematische Darstellung der inneren weiblichen Geschlechtsorgane des Menschen: Gebärmutter (Uterus) mit Gebärmutterhals (Zervix), oben Eileiter und Eierstöcke (Ovarien), unten Vagina

Die Gebärmutter oder lateinisch der Uterus (lateinisch auch matrix; griechisch mḗtra, hystéra, delphýs; mittelhochdeutsch bërmuoter und kurz muoter) ist der Teil der weiblichen Geschlechtsorgane, in dem sich nach einer Befruchtung die embryonalen Frühstadien als Blastozysten einnisten, worin sie als Embryonen und Föten von der Plazenta ernährt werden und sich bis zur Geburtsreife entwickeln. Die Befruchtung der haploiden Eizelle zur diploiden Zygote hatte bereits im Eileiter stattgefunden.
Die Gebärmutter reicht vom äußeren Muttermund bis zur Öffnung zum Eileiter und gliedert sich in einen Gebärmutterkörper mit dem nach oben zeigenden Gebärmuttergrund (Fundus uteri, dem größten Teil der Gebärmutter) sowie dem nach unten gerichteten Gebärmutterhals, letztere beide sind durch die Gebärmutterenge (Isthmus uteri) verbunden bzw. gegeneinander abgesetzt. Ihre ausgeprägte Schicht aus glatter Muskulatur wird besonders bei der Wehentätigkeit vor und während der Geburt eines Kindes aktiv.
Alle weiblichen Säugetiere sowie zahlreiche weitere lebendgebärende (vivipare) Wirbeltiere besitzen paarige oder unpaare Uteri.

Der Fachbegriff intrauterin bedeutet „innerhalb der Gebärmutter“. Das Gegenteil ist extrauterin.

## Anatomie

### Geschichte

Schematischer Aufbau der Gebärmutter

In Platons Timaios ist die Gebärmutter ein „Lebewesen, das nach der Kinderzeugung begehrt“ und beim Ausbleiben dieses Verlangens „im Körper umherirrt“. Ausführlicher, wenn auch nicht anatomisch korrekt, beschrieben wurde die Gebärmutter erstmals von Galenos. Galen beschrieb eine zweigeteilte Gebärmutter, die rechts wärmer als links sein sollte und humoralpathologisch, wie bereits bei Parmenides und in den hippokratischen Schriften als These zu finden ist, die Erklärung für die Entstehung männlicher Nachkommen in der rechten Uteruskammer lieferte. Vom 12. bis 15. Jahrhundert verbreitete sich die scholastische Vorstellung von einer siebenkammerigen Gebärmutter, wie sie etwa im Lucidarius des 12. Jahrhunderts (und daraus übernommen im Speyrer Frauenbüchlein von 1460) erwähnt wird.

### Bau und Lage

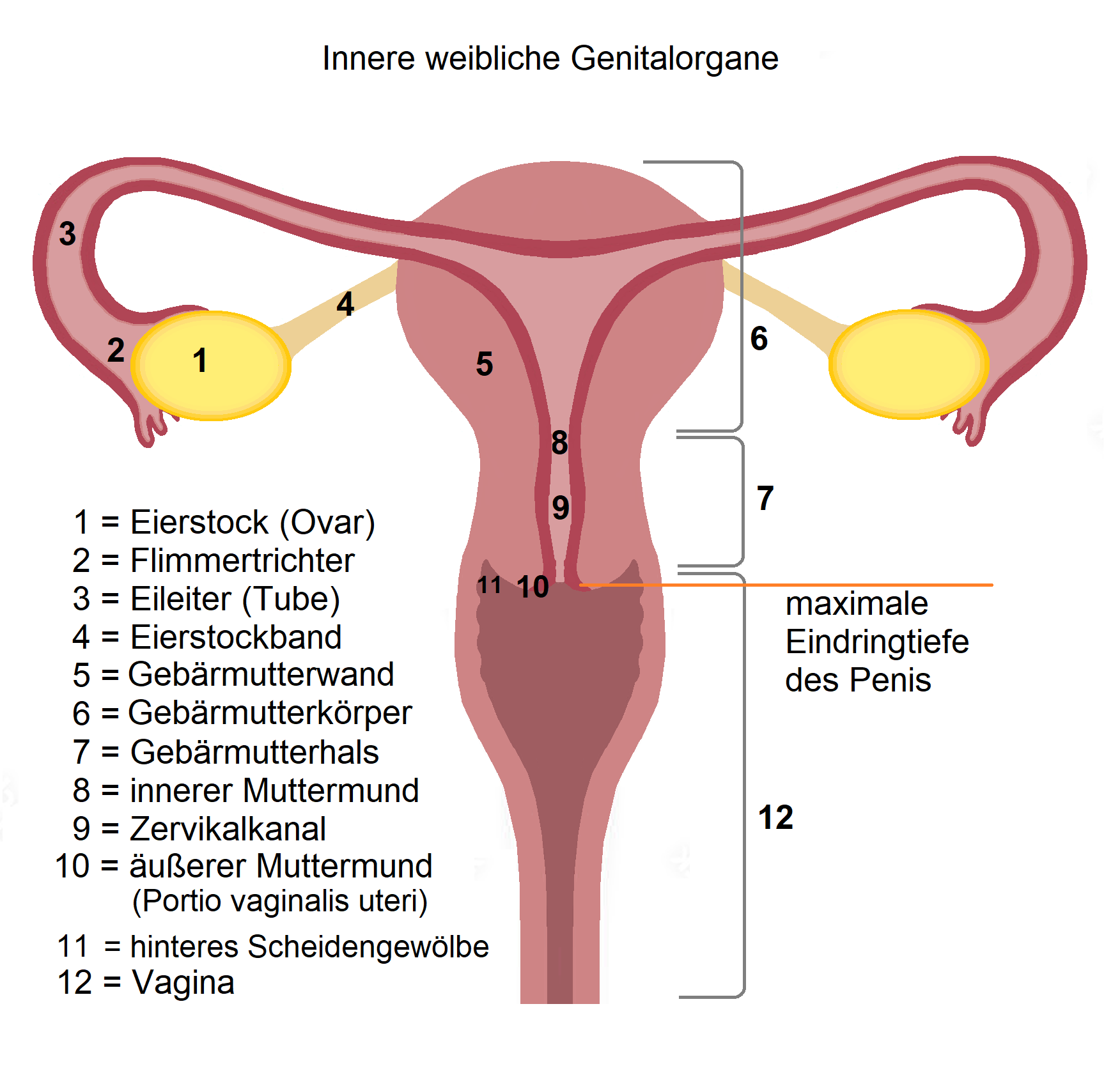

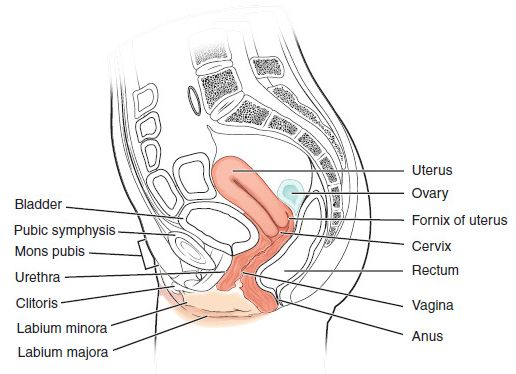
Sagittalebene: Gebärmutter (Uterus) zwischen den benachbarten Organen Harnblase (Bladder) und Mastdarm (Rectum).

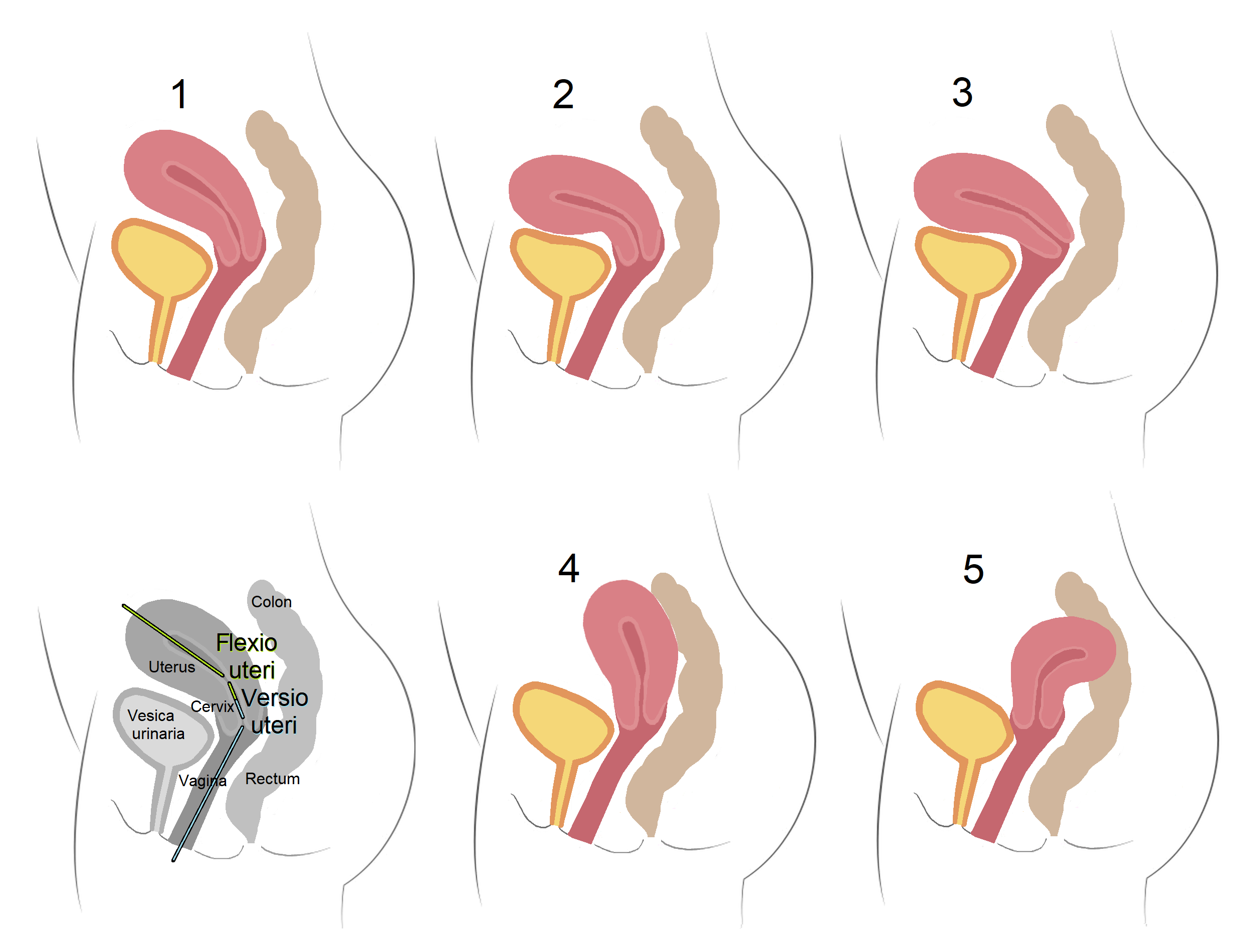
1. Anteversion und Anteflexion;
2. Anteversion mit starker Anteflexion;
3. Anteversion, Verschiebung der Portio nach dorsal;
4. Retroversion;
5. Retroversion mit Retroflexion.

Die Gebärmutter ist ein birnenförmiges Hohlorgan. Sie ist beim Menschen ca. sieben Zentimeter lang, fünf Zentimeter breit, die Wandung ist zwei bis drei Zentimeter dick. Das Organ wiegt 30 bis 120 Gramm, Größe und Gewicht können jedoch erheblich schwanken. Die Gebärmutter besteht aus drei Teilen: Der unterste Teil ist der Gebärmutterhals (Cervix uteri); ihm schließt sich der Isthmus und der eigentliche Gebärmutterkörper (Corpus uteri) an. Der Gebärmutterhals umgibt den Gebärmutterhalskanal (Canalis cervicis), der mit dem äußeren Muttermund (Ostium uteri externum) beginnt und mit dem inneren Muttermund (Ostium anatomicum uteri internum) endet. Der äußere Muttermund befindet sich an dem Teil des Gebärmutterhalses, der sich in die Scheide (Vagina) vorwölbt, dem Scheidenanteil des Gebärmutterhalses (Portio vaginalis uteri, oder kurz Portio). Den Teil des Gebärmutterhalses, der über dem Scheidenanteil sitzt, wird dagegen Portio supravaginalis uteri (deutsch etwa: Gebärmutteranteil über der Scheide) genannt. An dessen Ende befindet sich der innere Muttermund, der mit einem Durchmesser von zwei bis drei Millimeter die engste Stelle im Gebärmutterhalskanal ist. Der Gebärmutterhals ist dann über eine ebenfalls sehr enge Übergangszone mit dem Gebärmutterkörper verbunden. Diese Übergangszone heißt Isthmus uteri und wird eigentlich noch zum Gebärmutterhals gerechnet. Der Isthmus ist ca. fünf bis zehn Millimeter lang und umgibt in seinem Inneren den Isthmus-Kanal (Canalis isthmi). Der sich anschließende Gebärmutterkörper stellt mit zwei Dritteln den größten Teil der Gebärmutter dar. Das Lumen (Inneres) des Gebärmutterkörpers (Cavitas uteri) ist von vorne betrachtet etwa dreieckig mit zwei seitlichen Rändern (Margo uteri).
Nach oben seitlich geht der Gebärmutterkörper in die Eileiter über und nach oben endet er mit der Gebärmutterkuppe (Fundus uteri). Der von der Seite betrachtete Uteruskörper ähnelt nur einem schmalen Spalt, da sich seine Vorder- und Hinterwand (Facies anterior und Facies posterior) aneinander legen.
Die Vorderwand der Gebärmutter liegt auf der benachbarten (nach bauchwärts liegenden) Harnblase, während die Hinterwand zum Mastdarm zeigt. Da das Bauchfell (Peritoneum) alle drei Organe überzieht, bilden sich bedingt durch die Lage der Organe zwei Bauchfellgruben: Eine zwischen Harnblase und Gebärmutter (Excavatio vesicouterina) und eine zwischen Gebärmutter und Mastdarm (Excavatio rectouterina). Die Grube zwischen Mastdarm und Gebärmutter wird auch als Douglas-Raum bezeichnet und bildet den tiefsten Raum der Bauchhöhle der Frau. Die Lage und Form der Gebärmutter werden durch folgende Begriffe gekennzeichnet:
- Der von Gebärmutterhals (Zervixachse) und Vagina gebildete Winkel: Versio uteri (in der Anatomie manchmal auch mit Bezugnahme auf die vertikale Körperachse). Der Gebärmutterhals ist gegenüber der Vagina bzw. der vertikalen Körperachse bei den meisten Frauen nach vorn geneigt (Anteversio). Nur bei etwa einem Fünftel der Frauen liegt eine Rückwärtsneigung vor, diese bezeichnet man als Retroversion des Uterus.[16][17]
- Der von Gebärmutterhals und Gebärmutterachse gebildete Winkel: Flexio uteri. Bei den meisten Frauen ist der Gebärmutterkörper gegenüber dem Gebärmutterhals leicht nach vorn gebogen (Anteflexio uteri).[18][19][20] Als Retroflexio uteri wird ein rückwärts gebeugter Uterus bezeichnet, der entweder beweglich oder infolge einer Erkrankung fixiert sein kann.[21]
- Lage der Portio im Becken (Positio): Die Portio vaginalis uteri befindet sich normalerweise in einer Ebene zwischen den beiden Sitzbeindornen (Interspinalebene) und in der Mitte des Beckens.

Die genaue Lage der Gebärmutter variiert jedoch je nach Füllungszustand der umgebenden Organe, also Harnblase und Mastdarm.

### Befestigungen der Gebärmutter

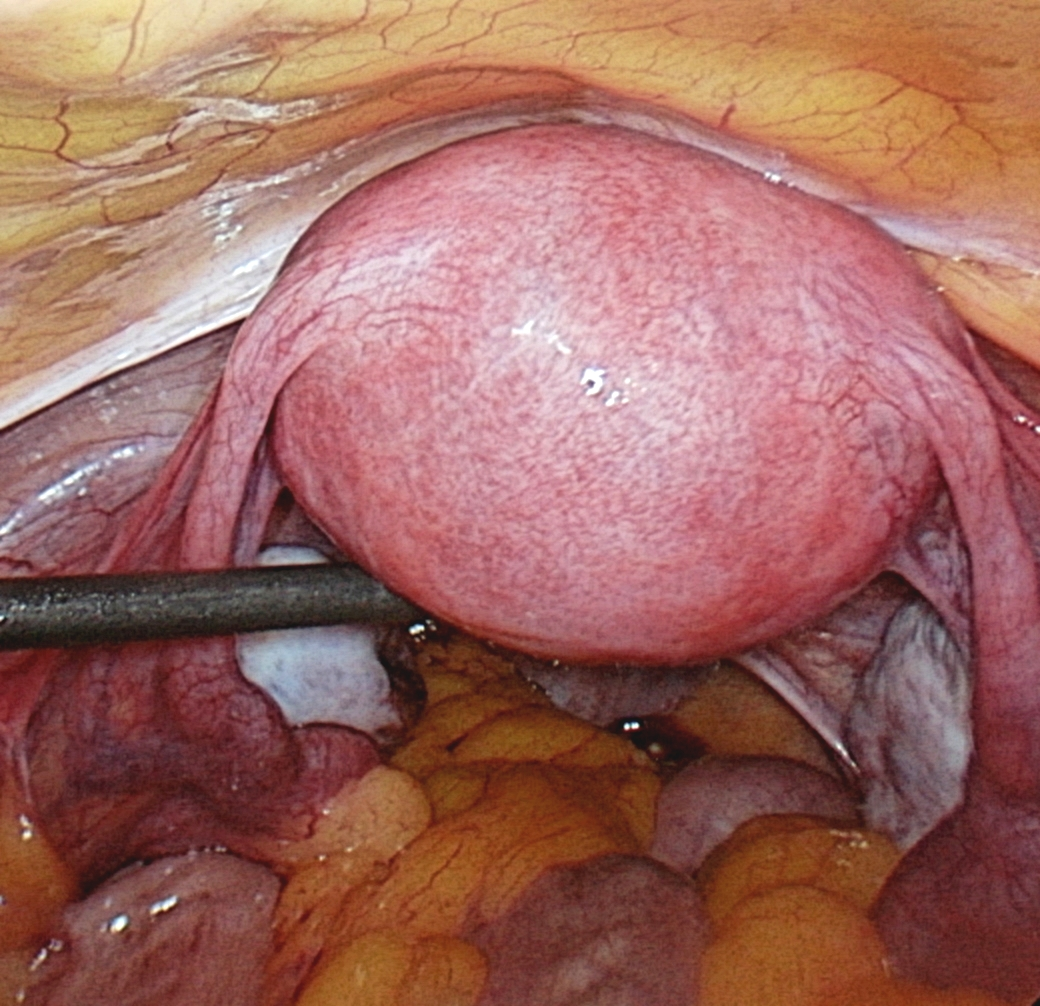
Gebärmutter mit anhängenden Eileitern und Eierstöcken

Die Gebärmutter wird über eine frontale Platte aus Bindegewebe, das Parametrium, am Becken verankert. Das Parametrium zieht dazu von den seitlichen Rändern der Gebärmutter – an den Abschnitten Portio supravaginalis uteri bis zur Gebärmutterkuppe (Fundus uteri) – zur seitlichen Beckenwand und ist wie die Gebärmutter selbst nach vorne gekrümmt. Nach unten (kaudal) geht sie in das Bindegewebe neben dem Gebärmutterhals (Parazervix) und weiter nach unten in das Bindegewebe neben der Scheide (Parakolpium) über. Das Parametrium ist besonders an seinem oberen, freien Ende von Bauchfell umgeben; dieser von Bauchfell umgebenen Teil wird als breites Gebärmutterband (Ligamentum latum uteri) bezeichnet. Da diese Bauchfellduplikaturen aber auch als Mesenterien heißen, erhielt der von Bauchfell überzogene Teil des Parametriums den Namen Mesometrium. Ebenso heißen Bindegewebszüge, die vom Parametrium zu Tube und Eierstöcken ziehen, Mesosalpinx und Mesovarium.
Das Bindegewebe des Gebärmutterhalses ist aber keinesfalls homogen, sondern weist mehrere Verstärkungen auf, die als Bänder (Ligamenta) bezeichnet werden. Die Summe aller dieser, 1895 von dem Berliner Gynäkologen Alwin Mackenrodt (1859–1925) beschriebenen als Verstärkungen dienenden Hältebänder, die zur Portio supravaginalis uteri ziehen, wird Mackenrodt-Band (Ligamentum transversum cervicis, bzw. Ligamentum cardinale) genannt. Diese halten die Gebärmutter in einer Art federnder Schwebelage, die durch die Beckenbodenmuskulatur zusätzlich abgesichert wird. Daneben existieren Bänder, die von der Schambeinfuge und vom Kreuzbein zur Gebärmutter ziehen: Das Schambein-Harnblasen-Band (Ligamentum pubovesicale), das Harnblase-Gebärmutterband (Ligamentum vesicouterinum), das Kreuzbein-Gebärmutter-Band (Ligamentum sacrouterinum) und das Mastdarm-Gebärmutter-Band (Ligamentum rectouterinum). Letztgenanntes bildet zusammen mit glatter Muskulatur (Musculus rectouterinus) die strukturelle Grundlage für eine Falte an der Hinterseite der Gebärmutter, die Plica rectouterina. Diese begrenzt den Douglas-Raum zur Seite hin. Das runde Mutterband (Ligamentum teres uteri, bzw. Ligamentum rotundum) zieht außerdem von der Gebärmutterkuppe zunächst bogenförmig in den Leistenkanal und dann zu den großen Schamlippen.

### Blutversorgung und Lymphabfluss

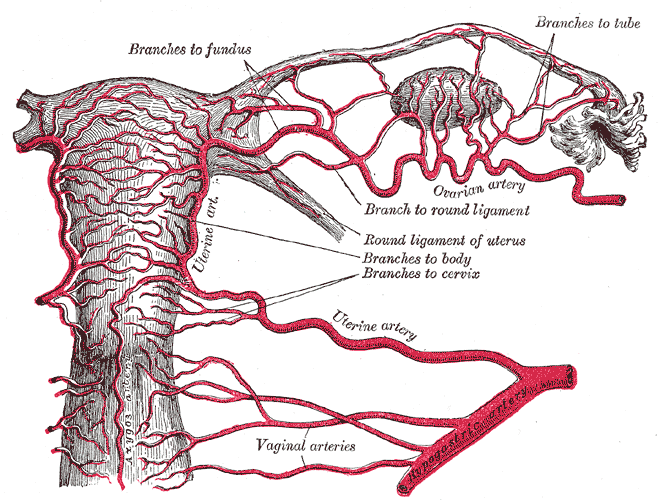
Die arterielle Blutversorgung von Gebärmutter, Muttermund (Portio vaginalis uteri), Eileiter und Eierstock

Die Blutversorgung des Organs erfolgt auf jeder Seite über die Gebärmutterarterie (Arteria uterina). Die Gebärmutterarterien gehen aus der inneren Beckenschlagader (Arteria iliaca interna) hervor und verlaufen im Ligamentum latum, wo sie den Harnleiter überkreuzen, an den Gebärmutterhals heran. Dort gibt sie einige Äste zur Scheide ab (Rami vaginales) und verläuft ansonsten am seitlichen Gebärmutterrand geschlängelt nach oben zur Gebärmutterkuppe. Diese Schlängelung ist wichtig, damit die Arterie sich bei einer Vergrößerung der Gebärmutter während einer Schwangerschaft genügend strecken kann. An der Gebärmutterkuppe angekommen gibt die Gebärmutterschlagader einen Ast zur Tube (Ramus tubarius) und einen zu den Eierstöcken ab (Ramus ovaricus). Dieser Ramus ovaricus verbindet sich (anastomosiert) mit der Eierstockarterie (Arteria ovarica).
Das Blut fließt zunächst in ein weitmaschiges Venennetz in der Gebärmutterwand (Plexus uterinus) ab, der häufig auch noch das venöse Blut aus der Scheide aufnimmt. Der Plexus uretericus mündet in die Gebärmuttervene (Vena uterina) und weiter in die innere Beckenvene (Vena iliaca interna) ab.
Die Lymphe fließt je nach Abschnitt etwas unterschiedlich ab: Lymphe aus dem Gebärmutterhals und -körper gelangt meist zuerst in Lymphknoten, die im Bindegewebe neben der Gebärmutter liegen (Nodi lymphoidei parauterini). Danach leitet der Gebärmutterhals seine Lymphe in die inneren Beckenlymphknoten (Nodi lymphoidei iliaci interni) und in die Kreuzbeinlymphknoten (Nodi lymphoidei sacrales) von wo aus sie Anschluss an die Lendenlymphknoten (Nodi lymphoidei lumbales) finden. Der Gebärmutterkörper leitet seine Lymphe auch in die inneren Beckenlymphknoten, oder aber direkt in die Lendenlymphknoten. Die Gebärmutterkuppe drainiert ihre Lymphe ebenso wie der Gebärmutterkörper, kann aber über das Ligamentum teres uteri auch in die oberflächlichen Leistenlymphknoten (Nodi lymphoidei inguinales superficiales) drainieren.

### Innervation
Die Innervation der Gebärmutter erfolgt über Nerven aus dem Unterbauchgeflecht (Plexus hypogastricus inferior). Die Äste aus diesem Geflecht bilden beidseits der Gebärmutter den Plexus uterovaginalis (Franckhäuser-Plexus). Die sympathischen Anteile stammen dabei aus dem kleinen Eingeweidenerv (Nervus splanchnicus minor), dem untersten Eigeweidenerv (Nervus splanchnicus imus) und den Nervi splanchnici lumbales. Umgeschaltet werden diese Fasern zum Teil in den Ganglia mesenterica (Ganglion mesentericum superius und Ganglion mesentericum inferius)., zum Teil in Ganglienzellen, die direkt im Nervengeflecht selbst liegen. Die parasympathischen Anteile stammen dagegen aus den Nervi splachnici pelvici und schalten entweder direkt in der Organwand oder im Unterbauchgeflecht um.

## Schichten

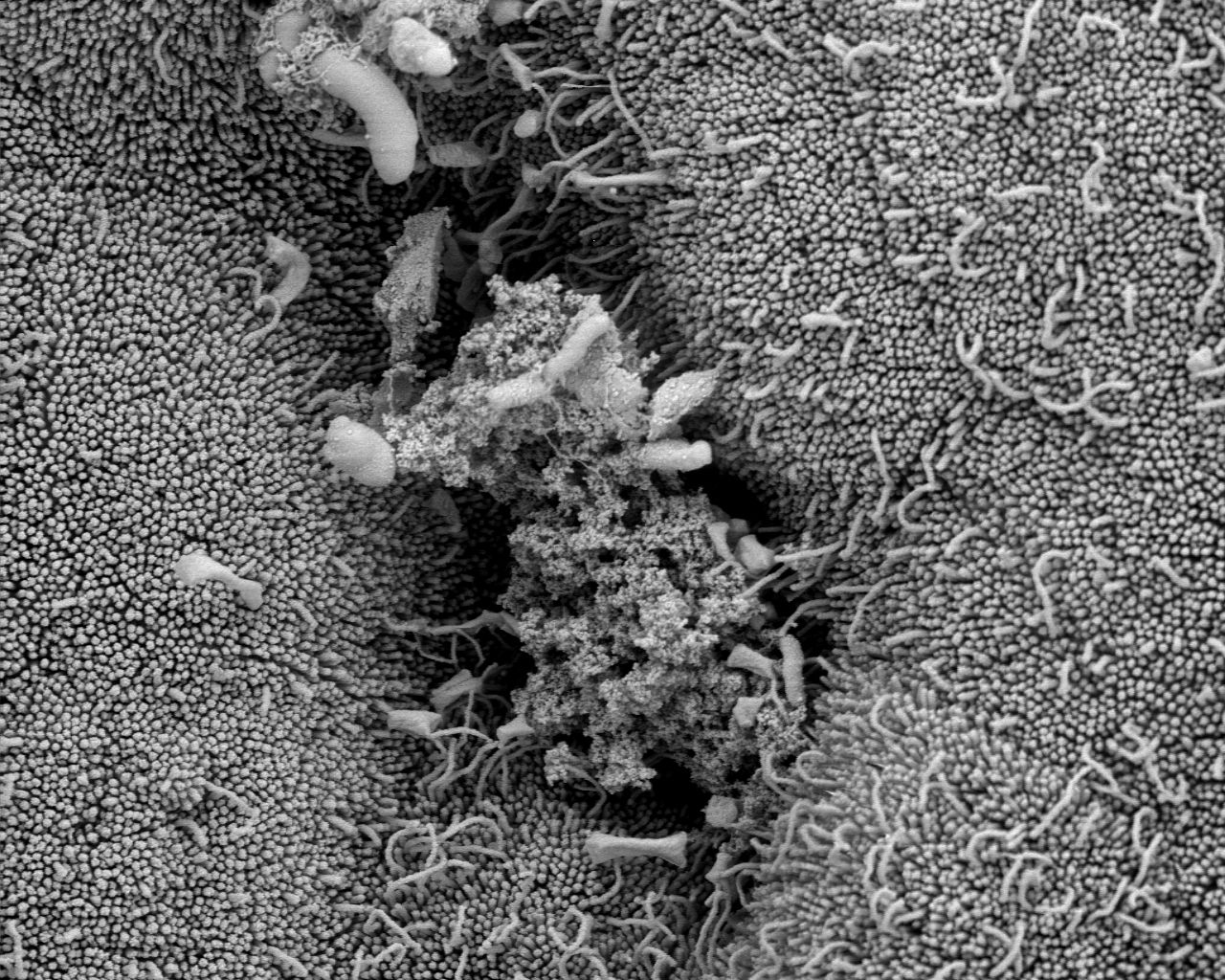
Endometrium mit Drüsenöffnung einer Hündin, REM-Aufnahme. Auf der Oberfläche der Epithelzellen sind zahlreiche Mikrovilli zu sehen.

Die Gebärmutter ist, wie alle Hohlorgane, aus drei Schichten aufgebaut. Außen liegt das Perimetrium, ein glatter glänzender Überzug der Serosa. Den Hauptteil der Wand bildet eine Schicht aus glatter Muskulatur, das Myometrium. Die Innenauskleidung ist eine Schleimhaut, die als Endometrium bezeichnet wird. Die innere Höhle wird Cavum uteri genannt.

### Zyklische Veränderungen des Endometriums
Das Endometrium lässt sich beim Menschen in ein Stratum basale (auch Basalis genannt) und ein Stratum functionale (auch Functionalis genannt) gliedern. Im Stratum functionale lässt sich außerdem ein zur inneren Höhle gelegene Stratum compactum und ein locker gebautes Stratum spongiosum einteilen. Das Stratum functionale wird im monatlichen Zyklus hormonell gesteuert auf- und abgebaut.
In der Proliferationsphase beginnt, gesteuert durch das Hormon Östrogen der Aufbau des Stratum functionale ausgehend vom Stratum basale. Es proliferieren die Drüsen und Arterien wachsen spiralförmig in die neu entstehende Schicht ein, man spricht von Spiralarterien.

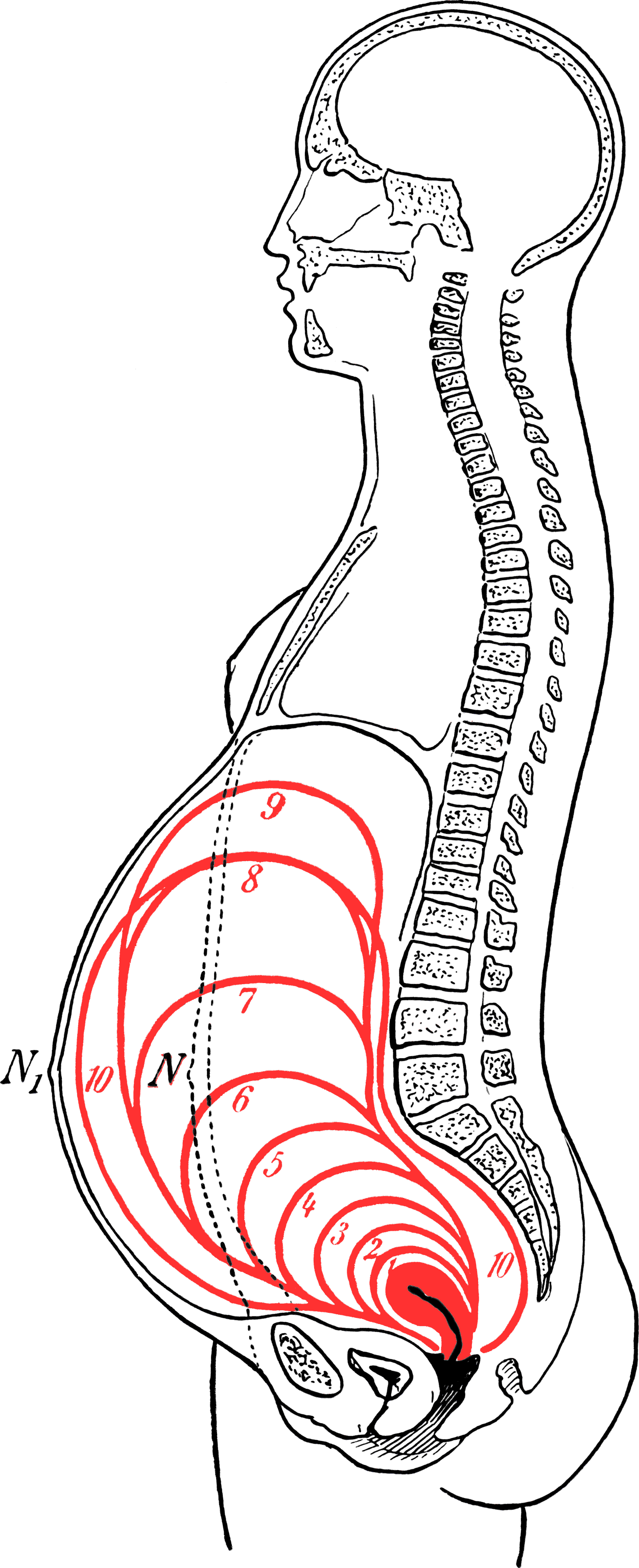
Räumliche Entwicklung der Gebärmutter in den Schwangerschaftsmonaten 1 bis 10 (C. H. Stratz, 1907)

Auf die Proliferationsphase folgt die Sekretionsphase, eingeleitet durch das Hormon Progesteron. Die Drüsen im Endometrium bekommen einen gezackten, sägeblattartigen Verlauf und die Drüsenzellen beginnen mit der Sekretion von Proteinen und Schleim. In der ersten Hälfte der Sekretionsphase ist bei Betrachtung in einem normalen mikroskopischen Präparat eine retronukleäre Vakuole in der unteren Zellhälfte unter dem Zellkern sichtbar. Dort befand sich, bevor das Gewebe fixiert wurde, Glykogen. Des Weiteren entstehen in der Umgebung der Arterien im Stratum compactum Prä-Dezidualzellen, Vorläufern von Dezidualzellen in der sich bei Einnistung eines Embryos bildenden Plazenta.
Kommt es in diesem Zeitraum nicht zur Befruchtung, folgt die Desquamationsphase, die durch sinkende Östrogen- und Progesteronspiegel ausgelöst wird. Die Spiralarterien kontrahieren, sodass es im Stratum functionale zur Ischämie kommt. Durch eine Entzündungsreaktion erfolgt der Abbau und die Ablösung dieser Schicht.
Dann erfolgt bei Primaten die Monatsblutung (Menstruation). Nicht-Primaten zeigen ebenfalls zyklische Veränderungen der Gebärmutterschleimhaut im Verlauf des Sexualzyklus. Eine Menstruation gibt es bei ihnen allerdings nicht.

### Veränderungen des Endometriums in der Schwangerschaft
Bei einer Befruchtung und erfolgreichen Einnistung der befruchteten Eizelle (Zygote), genauer der Blastozyste, wächst die Gebärmutterschleimhaut weiter und stellt die Versorgung des heranwachsenden Embryos sicher. Nach der Geburt wird bei Primaten die Gebärmutterschleimhaut mit der Plazenta als Nachgeburt ausgestoßen.

## Entwicklung
Die Gebärmutter entsteht entwicklungsgeschichtlich aus dem paarigen Müller-Gang, wobei linker und rechter beim Menschen und anderen Primaten zu einem einheitlichen Hohlorgan (Uterus simplex) verschmelzen.
Erfolgt diese Verschmelzung nicht komplett, ist dies die Ursache für verschiedene Uterusfehlbildungen. Eine ausbleibende Verschmelzung führt zur Doppelbildung der Gebärmutter, begleitet von einer Fehlbildung der Vagina mit Ausbildung einer Trennwand auch dort (Uterus duplex et vagina duplex). Ein unvollständiger Zusammenschluss (mit ausbleibender Verschmelzung des oberen Abschnitts der Müller-Gänge) führt zu einem Uterus bicornis („zweihörnige Gebärmutter“) mit einfach oder doppelt vorhandenem Muttermund sowie mit oder ohne Scheidenseptum. Der sogenannte Uterus arcuatus kann als abgeschwächte Form eines Uterus bicornis gesehen werden.
Die Gebärmutter ist präpubertär relativ klein, wird nach der Pubertät beim Menschen 5–10 cm groß und dehnt sich während der Schwangerschaft stark nach oben und zu den Seiten aus. Sie reicht am Ende der Schwangerschaft bis an die Rippen. Nach der Entbindung schrumpft sie wieder zusammen. Nach der Menopause wird sie nochmals kleiner.
Untersuchungen an Tier- und insbesondere Mausmodellen konnten aufzeigen, dass Transkriptionsfaktoren der HOX-Gen-Gruppen, hierbei speziell HOX A9, A10, A11 und A13, eine wichtige Rolle bei der Entwicklung des Urogenitaltrakts spielen. Für die Entwicklung des Uterus und der Zervix sind dabei HOX A10 und HOX A11 relevant. Der oberen Vagina wird HOX A13 zugeordnet, den Eileitern HOX A9.
Der Uterus als Organ setzt sich nach Leyendecker et al. (1998) und Noe et al. (1999) aus zwei verschiedenen Gewebesystemen zusammen, der inneren zum Cavum uteri hin liegenden „Archimetra“ und der äußeren „Neometra“. Phylogenetisch und ontogenetisch stellt die innere Archimetra oder die endometrial-subendometriale Einheit den ältesten Teil der Gebärmutter dar. Sie besteht aus dem epithelialen und stromalen Anteil des Endometriums und der unmittelbar darunterliegenden Muskulatur mit vorwiegend zirkulär angeordneten glatten Muskelfasern. Diese Schicht glatter, zirkulärer Muskelfasern beginnt kaudal in der Höhe der unteren Cervix uteri und durchzieht das Corpus uteri als Stratum subvasculare und setzt sich über die Uterushörnern (Cornua uteri) als tubare Ringmuskulatur in den Eileitern fort. Die „Archimetra“ wird schon relativ früh in der Embryonalentwicklung durch das Zusammenschmelzen der Müllerschen Gänge gebildet. Durch diesen Fusionsprozess entsteht in der Mittellinie eine Zone von sich überkreuzenden Muskelfasern, auch „fundo-cornuale Raphe“ genannt, also genau dort, wo die zirkulären Muskelfasern vom mittleren Teil der Gebärmutter in die jeweiligen Uterushörner auseinander streben und weiter in die Fasern der Eileiter übergehen. Die Archimetra ist eine vom Ovar aus kontrollierte funktionelle Einheit bestehend aus dem Endometrium und der subendometrialen Muskulatur.
Die „Archimetra“ ist als funktionelle Schichtung des Uterus bereits bei den basalen terrestrischen Wirbeltieren vorhanden. Sie sind stammes- und entwicklungsgeschichtlich sehr alt. Die Archimetra übernimmt funktionell Aufgaben in den frühen Phasen der Reproduktion. Neben der Einnistung des befruchteten Eies mit dem dafür erforderlichen Aufbau der Gebärmutterschleimhaut handelt es sich um die uterine Peristaltik sowie um die Abwehr von Entzündungen im inneren weiblichen Genital.
Die „Neometra“ besteht aus der äußeren Muskelschicht, dem Stratum supravasculare mit vorwiegend longitudinal angeordneten, glatten Muskelfasern, die in die uterinen Ligamente ausstrahlten und den Uterus an knöchernen Beckenwand fixieren sowie aus dem Stratum vasculare. Die Funktion der Neometra liegt in der Austreibung während der Geburt. Während die Funktionen der „Archimetra“ überwiegend vom Ovar geregelt werden, werden die Funktionen der „Neometra“ überwiegend vom Embryo bzw. vom Feten kontrolliert.
| Innere Schicht         | „Archimetra“ |
| ---------------------- | ------------ |
| Endometrium            |              |
| Gebärmutterepithel     |              |
| Stroma                 |              |
| Myometrium             |              |
| Stratum subvaskulare   |              |
| Äußere Schicht         | „Neometra“   |
| Stratum vasculare      |              |
| Stratum supravasculare |              |

## Transplantation
Die erste Lebendspende einer Gebärmutter beim Menschen wurde 2013 im Sahlgrenska Universitätskrankenhaus in Göteborg (Schweden) durchgeführt. Seitdem wurden in verschiedenen Ländern mehrere Kinder geboren, die in einer transplantierten Gebärmutter ausgetragen wurden. Teilweise haben Frauen auch zwei Kinder nach einer Transplantation bekommen.
Im Dezember 2018 wurde erstmals die Transplantation des Uterus einer Toten auf eine Frau, die ohne Gebärmutter geboren worden war, bekanntgegeben. 8 Eizellen dieser Frau wurden per In-vitro-Fertilisation befruchtet und eingefroren, dann wurde ihr der Uterus eingepflanzt, Monate später wurden ihr Eizellen eingesetzt. Das von ihr ausgetragene Kind wurde mittels Kaiserschnitt geboren und der eingepflanzte Uterus zugleich wieder entfernt.

## Gebärmutter der Nicht-Primaten
Die Gebärmutter der Primaten wird vergleichend-anatomisch als Uterus simplex bezeichnet. Bei den meisten Säugetieren verschmilzt während der fetalen Entwicklung nur ein Teil der Müller-Gänge zu einem kompakten Uteruskörper (Corpus uteri). Der bei den Tieren als der vordere Abschnitt bezeichnete Teil wird von vornherein paarig angelegt, was auch hier als Uterus bicornis („zweihörnige Gebärmutter“) bezeichnet wird. Einen solchen Uterus bicornis mit zwei Uterushörnern (Cornua uteri) besitzen beispielsweise alle Raub- und Huftiere.
Bei Hasenartigen, vielen Nagetieren, Riesengleitern, Beutelsäugern und Kloakentieren bleibt der gesamte Uterus paarig (Uterus duplex). Ist auch der Gebärmutterhals paarig, spricht man von einem Uterus bicollis. Beim Meerschweinchen ist nur der vordere Abschnitt der Gebärmutter paarig (Uterus bipartitus).
Bei Vögeln wird als „Uterus“ der Abschnitt des Oviductus bezeichnet, in dem die Kalkschale gebildet wird.

## Mögliche Krankheitsanzeichen oder Krankheiten
Erkrankungen der Gebärmutter werden als Metropathien bezeichnet. Im Einzelnen versteht man darunter:
- Blutungsanomalien
  - ausbleibende (Amenorrhoe), zu schwache oder zu seltene Menstruation (Oligomenorrhoe)
  - zu starke, zu häufige oder unregelmäßige Menstruation
- Aplasie und Dysplasie (Fehlbildungen)
  - Uterus unicornis
- Tumoren (Wucherungen)
  - Myome (Uterus myomatosus, gutartige Tumoren)
  - Korpuskarzinom (Krebs der Gebärmutterschleimhaut)
  - Zervixkarzinom (Gebärmutterhalskrebs)
- Uterusprolaps (Gebärmuttervorfall)
- Uterusatonie (Kontraktionsschwäche der Gebärmutter nach der Geburt)
- Ansammlung von Flüssigkeiten
  - Pyometra (eitrige Entzündung der Gebärmutter)
  - Hämometra, Hämatometra (Blut in der Gebärmutter)
  - Mukometra (Schleim in der Gebärmutter)
- Physometra (Gasansammlung in der Gebärmutter nach der Geburt)
- Endometriose (Wucherung des Endometriums – der Gebärmutterschleimhaut)
- Uterustorsion (Gebärmutterverdrehung)

## Alternative Bezeichnungen
Außerhalb des medizinischen Kontexts wird auch der Begriff Mutterleib oder Mutterschoß für die Gebärmutter verwendet. Die Redewendungen ein Kind im Schoß tragen oder Schoß der Erde bezieht sich aber auf etwas in der (hochgehobenen) Schürze tragen.